# Fernandinho (futbolista)
Fernando Henrique da Conceição (Limeira, São Paulo; 16 de marzo de 1993), más conocido como Fernandinho y pronunciado en mandarín como Fei Nanduo (chino: 费南多; pinyin: Fèi Nánduō), es un futbolista brasileño nacionalizado chino que juega como extremo  y se encuentra sin equipo tras abandonar el Shanghai Shenhua F.C. de la Superliga de China, cedido por el Shandong Taishan. 
Nacido en Brasil, obtuvo la nacionalidad china por residencia y juega en la selección de fútbol de China.

## Carrera profesional

### Atlético Sorocaba
Fernandinho comenzó su carrera profesional en el Atlético Sorocaba local tras graduarse en su equipo juvenil.

### Flamengo
Tras jugar varios partidos fue comprado por la empresa de marketing deportivo Traffic y entrenó con el Flamengo, club de la máxima categoría que decidió comprar el 70% de los derechos económicos del jugador. El 15 de agosto de 2012, el entrenador Dorival Júnior decidió hacer debutar a Fernandinho con el club en un partido de liga contra el Palmeiras en el que entró como suplente de Thomás Jaguaribe en un partido que acabó con derrota por 1-0. La temporada siguiente Mano Menezes se convirtió en el entrenador del equipo y decidió darle minutos de juego.

### Madureira
Al comienzo de la temporada de liga 2014 se decidió que Fernandinho necesitaba tiempo de juego regular y fichó por el Madureira, club del Serie C (Brasil).

### Estoril Praia
El 7 de febrero de 2014, Fernandinho ficharía poco después por el Estoril Praia, equipo de la Primeira Liga de Portugal.

### Chongqing Lifan
Fernandinho se marchó cedido al Chongqing Lifan, un equipo en apuros de la Superliga china, en el periodo de traspasos de verano de 2016. Tras ayudar al recién ascendido equipo a mantenerse en la categoría, en enero de 2016 firmó un contrato permanente por cuatro años. El 6 de marzo de 2016, marcó dos goles idénticos en solitario tras regatear a toda la defensa rival y dio al Chongqing una sorprendente victoria por 2-1 en casa contra el Guangzhou Evergrande Taobao, cinco veces campeón defensor.

### Guangzhou Evergrande
Tras cuatro temporadas en el Chongqing, Fernandinho fichó por el Guangzhou Evergrande, e inmediatamente fue cedido al Hebei China Fortune para el resto de la temporada.
Fernandinho fue sancionado con una multa récord de 3 millones de renminbi (430.000 dólares) por una falta disciplinaria al ausentarse de la concentración de pretemporada del Guangzhou en Dubái.

#### Hebei China Fortune (préstamo)
El 15 de julio de 2019, Fernandinho fichó por el Hebei China Fortune en calidad de cedido hasta el final de la temporada 2019 de la Superliga china. Regresó al Evergrande antes de la temporada 2020, pero en general no logró asentarse en el equipo ni causar impacto.

### Shandong Taishan
El 11 de abril de 2023, Fernandinho regresó a la Superliga china tras más de un año sin jugar y fichó por el Shandong Taishan. El 16 de abril de 2023, debutó en una derrota a domicilio por 1-0 contra el Shanghai Shenhua. El 29 de junio de 2023, marcó su primer gol con el Taishan en la victoria por 4-1 en casa contra el Changchun Yatai.

#### Shanghai Shenghua (préstamo)
El 11 de julio de 2024, Fernandinho se incorporó al Shanghai Shenghua en calidad de cedido hasta el final de la temporada 2024. El 13 de septiembre, marcó un gol y dio dos asistencias que ayudaron al Shanghai Shenhua a ganar por 4-3 al Zhejiang Professional.

## Trayectoria internacional
En 2020, Fernandinho obtuvo la nacionalidad china por naturalización. Tras su naturalización como ciudadano chino, su nombre se sinicizó como Fei Nanduo.
El 21 de marzo de 2024, Fernandinho debutó como internacional con la selección de fútbol de China en un empate a 2-2 fuera de casa contra Singapur en la fase de clasificación para la Copa Mundial de la FIFA 2026. El 26 de marzo de 2024, Fernandinho marcó su primer gol internacional con China, de penalti, en la victoria por 4-1 en casa contra Singapur en la fase de clasificación para la Copa Mundial de la FIFA 2026.

### Goles internacionales
| # | Fecha               | Lugar                                       | Oponente | Gol | Resultado | Competición                                |
| - | ------------------- | ------------------------------------------- | -------- | --- | --------- | ------------------------------------------ |
| 1 | 26 de marzo de 2024 | Estadio Olímpico de Tianjin, Tianjin, China | Singapur | 2–1 | 4–1       | Clasificación para la Copa Mundial de 2026 |